# Louhans
Louhans je francouzská obec v departementu Saône-et-Loire v regionu Burgundsko-Franche-Comté. V roce 2010 zde žilo 6 520 obyvatel. Je centrem arrondissementu Louhans.

## Vývoj počtu obyvatel
Počet obyvatel